# Jour Nuit
Pour les articles homonymes, voir Day and Night.
 (juillet 2025).
Pour plus de détails, voir Fiche technique et Distribution.
Jour Nuit (Day and Night) est un court métrage des studios Pixar, sorti en même temps que leur onzième film, Toy Story 3, le 18 juin 2010 et réalisé par Teddy Newton.
Ce film se caractérise par un mélange de techniques d'animation 2D et 3D.

## Synopsis
Tout oppose Jour et Nuit. Cependant en découvrant leurs qualités uniques, ils aperçoivent le monde différemment.

## Nomination
83e cérémonie des Oscars 2011 : Oscar du meilleur court métrage d'animation